# Iker Muñoz
Pour les articles homonymes, voir Muñoz.
Iker Muñoz, né le 5 septembre 2002 à Villafranca, en Espagne, est un footballeur espagnol qui évolue au poste de milieu défensif au CA Osasuna.

## Biographie

### En club
Né à Villafranca en Espagne, Iker Muñoz est formé au CA Osasuna. Il fait sa première apparition en équipe première le 12 février 2023, lors d'une rencontre de Liga face au Real Valladolid. Il entre en jeu et les deux équipes se neutralisent (0-0 score final),.
Muñoz inscrit son premier but en professionnel le 17 septembre 2023, lors d'une rencontre de championnat face au Getafe CF. Titularisé ce jour-là, il voit son équipe s'incliner sur le score de trois buts à deux,.

### En sélection
En octobre 2023, Iker Muñoz est convoqué pour la première fois avec l'équipe d'Espagne espoirs. Il joue son premier match avec les espoirs lors de ce rassemblement, le 13 octobre 2023 contre l'Ouzbékistan. Il entre en jeu à la place de Pablo Torre les deux équipes se neutralisent (0-0 score final),,.